# Frankfurtski knjižni sejem
Frankfurtski knjižni sejem ali Frankfurter Buchmesse je največji knjižni velesejem na Svetu . Začetki tega sejma so nastali v letu 1949 z odprtjem prvega knjižnega sejma v nemškem mestu Frankfurtu na Majni. Sejem je nastal na pobudo nemških založb , tiskarjev in knjigarnarjev ter z leti prerasel v velesejem.

## Zgodovina sejma
Tradicija tiskanja knjig v Nemčiji sega v 15.stoletje , ko je Johannes Gutenberg izumil tiskarski stroj in z njim omogočil množično tiskanje knjig. Prve množično tiskane knjige so bile Biblije , kasneje pa najrazličnejša berila posvetne in duhovne rabe. V 20. stoletju je knjiga prodrla na vsa področja človekove dejavnosti. Med tiskarji , založbami in knjigotržci je nastopila konkurenca , zato so se pričeli organizirati in predstavljati na specializiranih sejmih. Leta 1949 se je v Frankfurtu zbralo 205 razstavljalcev na prvem knjižnem sejmu . Sejem je trajal pet dni in je privabil veliko kupcev in obiskovalcev . Kasneje so sejmu dodajali nove vsebine , strokovna srečanja , poslovne dogovore , prodajo licenc , za predvsem podjetniški del sejma so rezervirani prvi trije dnevi sejma . Zadnja dva dneva sta v znamenju različnih kulturnih programov. Vseh pet dni že od leta 1988 poteka predstavitev književnosti države častne gostje sejma .
Od leta 1988 so se v Frankfurtu s svojo književnostjo in kulturo predstavile sledeče države:
- 1988 - Italija
- 1989 - Francija
- 1990 - Japonska
- 1991 - Španija
- 1992 - Mehika
- 1993 - Flandrija in Nizozemska
- 1994 - Brazilija
- 1995 - Avstrija
- 1996 - Irska
- 1997 - Portugalska
- 1998 - Švica
- 1999 - Madžarska
- 2000 - Poljska
- 2001 - Grčija
- 2002 - Litva
- 2003 - Rusija
- 2004 - Arabski svet
- 2005 - Koreja
- 2006 - Indija
- 2007 - Katalonija
- 2008 - Turčija
- 2009 - Kitajska
- 2010 - Argentina
- 2011 - Islandija
- 2012 - Nova Zelandija
- 2013 - Brazilija
- 2014 - Finska
- 2015 - Indonezija
- 2016 - Flandrija in Nizozemska
- 2017 - Francija
- 2018 - Gruzija
- 2019 - Norveška
- 2020/2021 - Kanada
- 2022 - Španija
- 2023 - Slovenija